# 河南省语言文字工作委员会
河南省语言文字工作委员会，簡稱河南省語委，主管河南省的語言文字工作。2015年，主任徐济超（兼任副省長）。